# I Элиева когорта гезатов
I Элиева тысячная когорта гесатов (лат. Cohors I Aelia Gaesatorum milliaria) — вспомогательное подразделение армии Древнего Рима.
Название подразделения указывает на то, что солдаты когорты были набраны на территории римских провинций Реция и Галлия, среди племен, которые славились своим умением в обращении с копьём-гесумом, с чем и связано их прозвище ("гесаты" буквально переводится как "вооружённые копьём"). Первый раз когорта упоминается в составе гарнизона провинции Верхняя Паннония в военном дипломе, датированном 126 годом. Так как солдаты, уволенные со службы в 126 году, должны были быть призваны в 101 году, то получается, что когорта существовала до правления Адриана. Существуют следующие версии образования когорты: она была создана при Траяне и получила почетное прозвище «Элиева» при Адриане за боевые заслуги; она была создана Адрианом, а уволенные в 126 году легионеры были ядром этого подразделения; первоначально когорта могла быть иррегулярным подразделением гезатов, набранных Траяном для дакийских войн, а при Адриане получило статус полноправной когорты.
Другие военные дипломы, датированные 133, 134 и 161 годом, относят когорту к войскам провинции Верхняя Паннония. А военные дипломы от 133, 151, 154, 161 и 164 годов, что подразделение в некоторые промежутки времени перебрасывалось в Дакию Поролисскую. Местоположение баз когорты в этих провинциях неизвестно.